# Orwell (jeu vidéo)
 (octobre 2019).
Si vous disposez d'ouvrages ou d'articles de référence ou si vous connaissez des sites web de qualité traitant du thème abordé ici, merci de compléter l'article en donnant les références utiles à sa vérifiabilité et en les liant à la section « Notes et références ».
Pour les articles homonymes, voir Orwell.
Orwell  est un jeu vidéo de simulation développé par Osmotic et édité par Surprise Attack Games, sorti en 2016 sur Windows, Mac et Linux et en 2020 sur IOS et Android.

## Synopsis
Orwell se déroule dans un pays appelé la Nation, dirigé par un gouvernement autoritaire moderne connu sous le nom du Parti dans la capitale de Bonton. En 2012, le Parti a adopté le Loi sécurité, une loi qui étend la capacité du gouvernement à espionner ses citoyens au nom de la sécurité nationale. Dans le cadre de ce projet de loi, le ministère de la Sécurité, dirigé par la ministre de la Sécurité, Catherine Delacroix, a commandé un système de surveillance secret baptisé Demiurge (rebaptisé plus tard Orwell).
Orwell permet des enquêtes sur les communications privées de personnes d'intérêt, mais ne permet pas à une personne un accès complet. Au lieu de cela, l'opération d'Orwell est dirigée par deux groupes ; les enquêteurs, les personnes extérieures à la Nation qui travaillent pour le gouvernement qui recherchent les personnes ciblées et téléchargent les éléments d'intérêt (représentés comme « datablocs »), et les conseillers, les personnes à l'intérieur de la Nation qui utilisent les datablocs reçus pour déterminer le cours des évènements et de recommander des actions aux autorités.

## Système de jeu
L'interface est constituée de trois parties :
- La partie droite comportant divers outils de navigation et « d'interception de données »
- La partie gauche comportant le collecteur de databloc disposant d'un tableau faisant le lien avec les divers protagonistes.
- La partie supérieure comportant les fonctionnalités de notification venant de votre superviseur et diverses options.

Le but sera alors de collecter des données dans la partie droite puis de les glisser dans le collecteur pour traitement.
Ces informations seront ensuite analysées, et liées à d'autre données précédemment récupérées. Ces dernières seront validées ou rentreront en conflit, faisant ainsi progresser l’enquête du joueur.

## Accueil

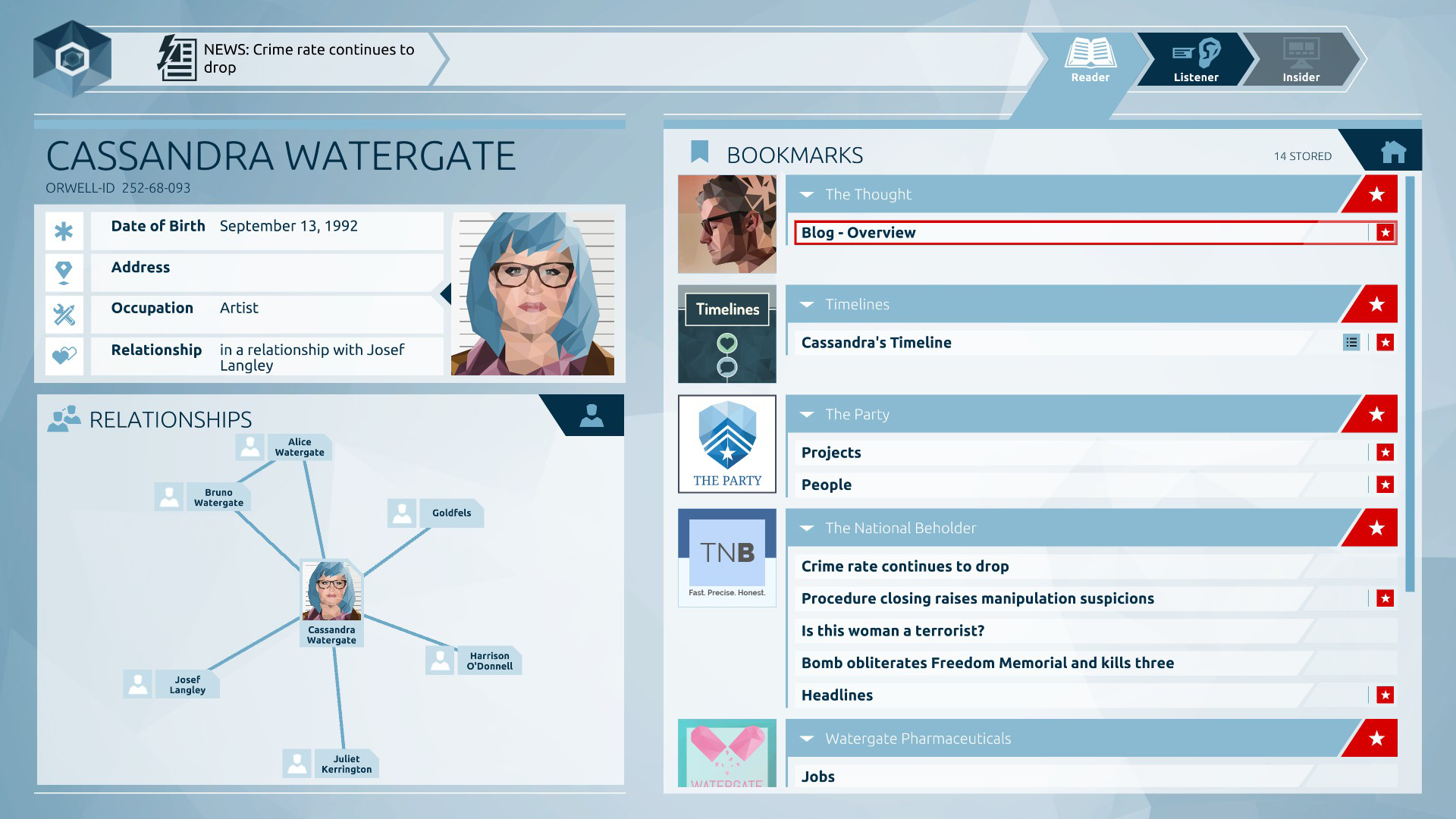
Capture d'écran du jeu.

### Critique
- Gamekult : 7/10[1]

### Récompenses
Lors de l'Independent Games Festival 2017, Orwell a été nommé pour le prix de l'Excellence en narration et a reçu une mention honorable dans la catégorie du Grand prix Seumas-McNally.